# Юлуково
Юлуково (баш. Юлыҡ) — село в Гафурийском районе Башкортостана, входит в состав Ковардинского сельсовета.

## Географическое положение
Село расположено на склоне горы Магаш, на западных склонах Южного Урала, на границе с Архангельским районом. Рядом протекает река Зилим. 
Расстояние до:
- районного центра (Красноусольский): 52 км,
- центра сельсовета (Коварды): 8 км,
- ближайшей ж/д станции (Белое Озеро): 68 км.

## Название
Название села произошло от антропонима Юлык.

## История
Бабай (дед) Юлык основал деревню Юлуково в 40-е годы XVIII века. По официальным данным с. Юлуково на р. Зилим в 1795 году состояло из 60 дворов, где проживало 334 жителя. Ревизия насчитывала в селе 482 человека и 95 домов. 848 башкир и 182 двора показала перепись 1920 года. 194 жителя села были участниками Великой Отечественной войны 107 человек, жителей Юлуково, погибли на полях сражений.
В селе сооружен мемориальный комплекс в память о погибших жителях села в годы Великой Отечественной войны.

## Население
| 2002 | 2009 | 2010 |
| ---- | ---- | ---- |
| 805  | ↗864 | ↘741 |

## Инфраструктура
Имеется средняя школа , клуб, медпункт.

## Образование
В конце XIX века основы грамотности Юлуковские дети получали в местном медресе. По данным известных архивных документов первая начальная школа (мектеб) начинает работать на базе здания мечети в 1906 году. В 1920 году она называлась Юлуковская едино-трудовая школа первой ступени. В школе обучались 68 учащихся на арабском алфавите.
С 1929 года обучение переводится на базу латинского алфавита.
В 1931 году открывается 4-ступенчатая начальная школа. В этот период, кто имел возможность, продолжали обучение в семилетних школах деревень Коварды и Большой Утяш. В 1945 году школа преобразуется в семилетнюю школу. Получив семилетнее образование, желающие продолжали обучение в Саитбабинской средней школе. В 50-е годы XX века вводится обязательное семилетнее образование. В 1957 году школа преобразуется в восьмилетнюю. В 1975 году — в десятилетнюю, в школе занималось более 400 детей.

## Религия
В селе есть мечеть.

## Известные уроженцы
- Багаутдинова Минихана Ишмухаметовна (родилась 10.9.1953, с. Юлуково Гафурийского района БАССР) — педагог, кандидат филологических наук (1997), народный учитель Республики Башкортостан (2008), заслуженный учитель Республики Башкортостан (1992), отличник народного просвещения РСФСР (1988), почётный работник общего образования Российской Федерации (2005); лауреат премии имени З.Биишевой (2007).